# 康登 (伊利諾伊州)
康登（英語：Camden）是位於美國伊利諾伊州斯凱勒縣的一個村落。

## 地理
康登的座標為40°09′11″N 90°46′21″W / 40.15306°N 90.77250°W，而該地最高點為海拔高度183米（即600英尺）。

## 人口
根據2010年美國人口普查的數據，康登的面積為1.97平方千米，當中陸地面積為1.97平方千米，而水域面積為0.00平方千米。當地共有人口86人，而人口密度為每平方千米43人。